# Bob Orton, Jr.
Robert Keith Orton, Jr. (Kansas City, 10 de novembro de 1950) é um lutador de wrestling profissional, mais conhecido pelo seu ring name "Cowboy" Bob Orton. Ele é o pai de Randy Orton, o qual trabalha na WWE. É filho de Bob Orton, Sr. e irmão de Barry O.

## No wrestling

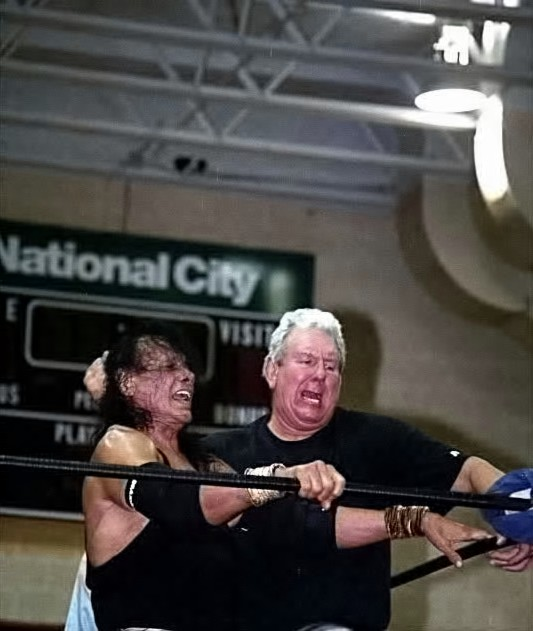
Bob Orton (à direita)

- Finalizações e ataques secundários
  - Superplex
  - Piledriver
    - Bionic elbow
    - Bulldog

- Managers
  - Paul E. Dangerously
  - The Duke
  - Mr. Fuji
  - The Grand Wizard of Wrestling
  - Gary Hart
  - Jimmy Hart
  - Sir Oliver Humperdink
  - Adnan El Kassey
  - John Tolos
  - Bobby "The Brain" Heenan